# Kevin Lerena
Kevin Lerena (* 5. Mai 1992 in Johannesburg, Südafrika) ist ein südafrikanischer Profiboxer und ehemaliger IBO-Weltmeister im Cruisergewicht.

## Karriere
Kevin Lerena wechselte ohne Amateurkarriere ins Profilager und gewann sein Debüt am 30. November 2011. In seinen ersten 15 Kämpfen ging er 14-mal als Sieger hervor, davon acht Mal vorzeitig. Seine erste Niederlage erlitt er im November 2014 nach Punkten gegen seinen Landsmann Johnny Muller, gewann jedoch den Rückkampf im April 2016 durch TKO in der zehnten Runde.
Von Juni bis Oktober 2016 nahm er am Turnier Golden Gloves’ Super Four Cruiserweight Tournament teil und sicherte sich den Turniersieg mit Siegen gegen Roberto Bolonti (Kampfbilanz: 37-5) und Micki Nielsen (22-0).
Nach zwei weiteren Siegen gewann er am 9. September 2017 gegen Youri Kalenga (23-3) den IBO-Weltmeistertitel im Cruisergewicht. Anschließend gewann er Titelverteidigungen gegen Dmytro Kutscher (24-2), Roman Golowatschenko (19-1), Artur Mann (15-0), Vasil Ducar (7-0), Sefer Seferi (23-2) und Fırat Arslan (47-8).
Am 26. März 2022 besiegte er Bogdan Dinu (20-3) durch K. o. in der vierten Runde und wurde dadurch Intercontinental-Champion der WBA im Schwergewicht. Einen weiteren Titel gewann er am 17. September 2022 durch einen einstimmigen Sieg gegen Mariusz Wach (36-8); er wurde dadurch Intercontinental-Champion der IBO im Schwergewicht.
Am 3. Dezember 2022 verlor er beim Kampf um die WBA-Weltmeisterschaft im Schwergewicht durch TKO in der dritten Runde gegen Daniel Dubois (18-1), siegte jedoch in seinen nächsten beiden Kämpfen 2023 gegen Senad Gashi (27-3) und Ryad Merhy (31-1). Am 8. März 2024 verlor er dann einstimmig gegen Justis Huni und am 19. Juli 2025 ebenfalls einstimmig gegen Lawrence Okolie (21-1).

## Profi-Bilanz
| 30 Siege (14 K.-o.-Siege), 3 Niederlagen, 0 Unentschieden |                    |                           |                                          | |
| Profikampf                                                | Datum              | Gegner                    | Veranstaltungsort                        | Ergebnis |
| 1                                                         | 30. November 2011  | Justice Siliga            | Emperors Palace, Kempton Park            | Sieg / KO 2. Runde |
| 2                                                         | 26. März 2012      | Gerson Singo              | Emperors Palace, Kempton Park            | Sieg / KO 1. Runde |
| 3                                                         | 16. Juni 2012      | Lucas Jere                | Emperors Palace, Kempton Park            | Sieg / TKO 1. Runde |
| 4                                                         | 4. Oktober 2012    | Alex Mbaya                | Turfontein Race Cource, Johannesburg     | Sieg / TKO 1. Runde |
| 5                                                         | 19. November 2012  | Jean Lutete Kamba         | Cresta Shopping Centre, Johannesburg     | Sieg / TKO 3. Runde |
| 6                                                         | 16. Februar 2013   | Javier Corrales           | Emperors Palace, Kempton Park            | Sieg / Punktsieg |
| 7                                                         | 27. Juli 2013      | Khayeni Hlungwane         | Pretoria North Town Hall, Pretoria       | Sieg / Punktsieg |
| 8                                                         | 21. September 2013 | Ibrahim Labaran           | Heartfelt Arena, Pretoria                | Sieg / TKO 2. Runde Titelkampf WBF Afrika Junior Schwergewichtstitel                                                                    |
| 9                                                         | 22. November 2013  | Big Ben Marcell Mulumba   | Cape Sun Hotel, Kapstadt                 | Sieg / Punktsieg |
| 10                                                        | 9. August 2014     | Marcos Antonio Aumada     | Emperors Palace, Kempton Park            | Sieg / Punktsieg |
| 11                                                        | 29. September 2014 | Gogita Gorgiladze         | Emperors Palace, Kempton Park            | Sieg / KO 3. Runde Titelkampf WBC Youth-Silver im Cruisergewicht                                                                        |
| 12                                                        | 15. November 2014  | Johnny Muller             | Emperors Palace, Kempton Park            | Niederlage nach Punkten |
| 13                                                        | 14. März 2015      | Igor Pylypenko            | Ballerup Super Arena, Ballerup, Dänemark | Sieg / Punktsieg |
| 14                                                        | 30. Juli 2015      | Deon Coetzee              | Emperors Palace, Kempton Park            | Sieg / Punktsieg Titelkampf Südafrika-Meister im Cruisergewicht                                                                         |
| 15                                                        | 24. April 2016     | Johnny Muller             | Emperors Palace, Kempton Park            | Sieg / TKO 10. Runde Titelverteidigung Südafrika-Meister im Cruisergewicht; Titelkampf Pan-Afrikanische Meisterschaft im Cruisergewicht |
| 16                                                        | 11. Juni 2016      | Roberto Feliciano Bolonti | Emperors Palace, Kempton Park            | Sieg / Punktsieg |
| 17                                                        | 22. Oktober 2016   | Micki Nielsen             | Emperors Palace, Kempton Park            | Sieg / Mehrheitsentscheidung |
| 18                                                        | 4. Februar 2017    | Vikapita Meroro           | Emperors Palace, Kempton Park            | Sieg / TKO 5. Runde |
| 19                                                        | 23. April 2017     | Sergio Ramirez            | Emperors Palace, Kempton Park            | Sieg / Punktsieg |
| 20                                                        | 9. September 2017  | Youri Kayembre Kalenga    | Emperors Palace, Kempton Park            | Sieg / Split Decision Titelkampf IBO-Weltmeisterschaft im Cruisergewicht                                                                |
| 21                                                        | 3. März 2018       | Dmytro Kucher             | Emperors Palace, Kempton Park            | Sieg / Punktsieg Titelverteidigung IBO-Weltmeisterschaft                                                                                |
| 22                                                        | 2. Juni 2018       | Roman Golovashchenko      | Emperors Palace, Kempton Park            | Sieg / Punktsieg Titelverteidigung IBO-Weltmeisterschaft                                                                                |
| 23                                                        | 16. März 2019      | Artur Mann                | Emperors Palace, Kempton Park            | Sieg / KO 4. Runde Titelverteidigung IBO-Weltmeisterschaft                                                                              |
| 24                                                        | 8. Juni 2019       | Vasil Ducar               | Emperors Palace, Kempton Park            | Sieg / Punktsieg Titelverteidigung IBO-Weltmeisterschaft                                                                                |
| 25                                                        | 21. September 2019 | Sefer Seferi              | Emperors Palace, Kempton Park            | Sieg / TKO 3. Runde Titelverteidigung IBO-Weltmeisterschaft                                                                             |
| 26                                                        | 8. Februar 2020    | Firat Arslan              | EWS Arena, Göppingen, Deutschland        | Sieg / TKO 6. Runde Titelverteidigung IBO-Weltmeisterschaft                                                                             |
| 27                                                        | 19. Dezember 2020  | Patrick Ferguson          | Emperors Palace, Kempton Park            | Sieg / TKO 5. Runde |
| 28                                                        | 26. März 2022      | Bogdan Dinu               | Emperors Palace, Kempton Park            | Sieg / KO 4. Runde Titelkampf WBA-Intercontinental im Schwergewicht                                                                     |
| 29                                                        | 17. September 2022 | Mariusz Wach              | Emperors Palace, Kempton Park            | Sieg / Punktsieg Titelkampf IBO-Intercontinental im Schwergewicht                                                                       |
| 30                                                        | 3. Dezember 2022   | Daniel Dubois             | Tottenham Hotspur Stadium, London        | Niederlage / TKO 3. Runde Titelkampf WBA im Schwergewicht                                                                               |
| 31                                                        | 13. Mai 2023       | Ryad Merhy                | Emperors Palace, Kempton Park            | Punktsieg (einstimmig) |
| 32                                                        | 25. November 2023  | Senad Gashi               | Emperors Palace, Kempton Park            | Punktsieg (einstimmig) |
| 33                                                        | 8. März 2024       | Justis Huni               | Kingdom Arena, Riad                      | Punktniederlage (einstimmig) Titelkampf WBO im Schwergewicht                                                                            |
| Quelle: Kevin Lerena in der BoxRec-Datenbank              |                    |                           |                                          | |